# Shin-hanga
Shin-hanga (新版画 "tân bản họa") là một trào lưu nghệ thuật vào đầu thế kỷ thứ 20 tại Nhật Bản, giữa thời kỳ Taishō và thời kỳ Shōwa, đã vực dậy dòng nghệ thuật ukiyo-e truyến thống bắt nguồn từ thời Edo và Meiji (thế kỷ thứ 17–19). Nó giữ nguyên hệ thống hợp tác truyền thống của ukiyo-e (hệ thống hanmoto) nơi những nghệ sĩ, thợ khắc, thợ in và nhà xuất bản đều tham gia với những vai trò riêng, khác với trào lưu sōsaku-hanga ("sáng tác bản hoạ" - "tranh sáng tạo") khuyến khích các tác phẩm theo chủ nghĩa cá nhân như "tự vẽ" (jiga), "tự khắc" (jikoku) và "tự in" (jizuri).

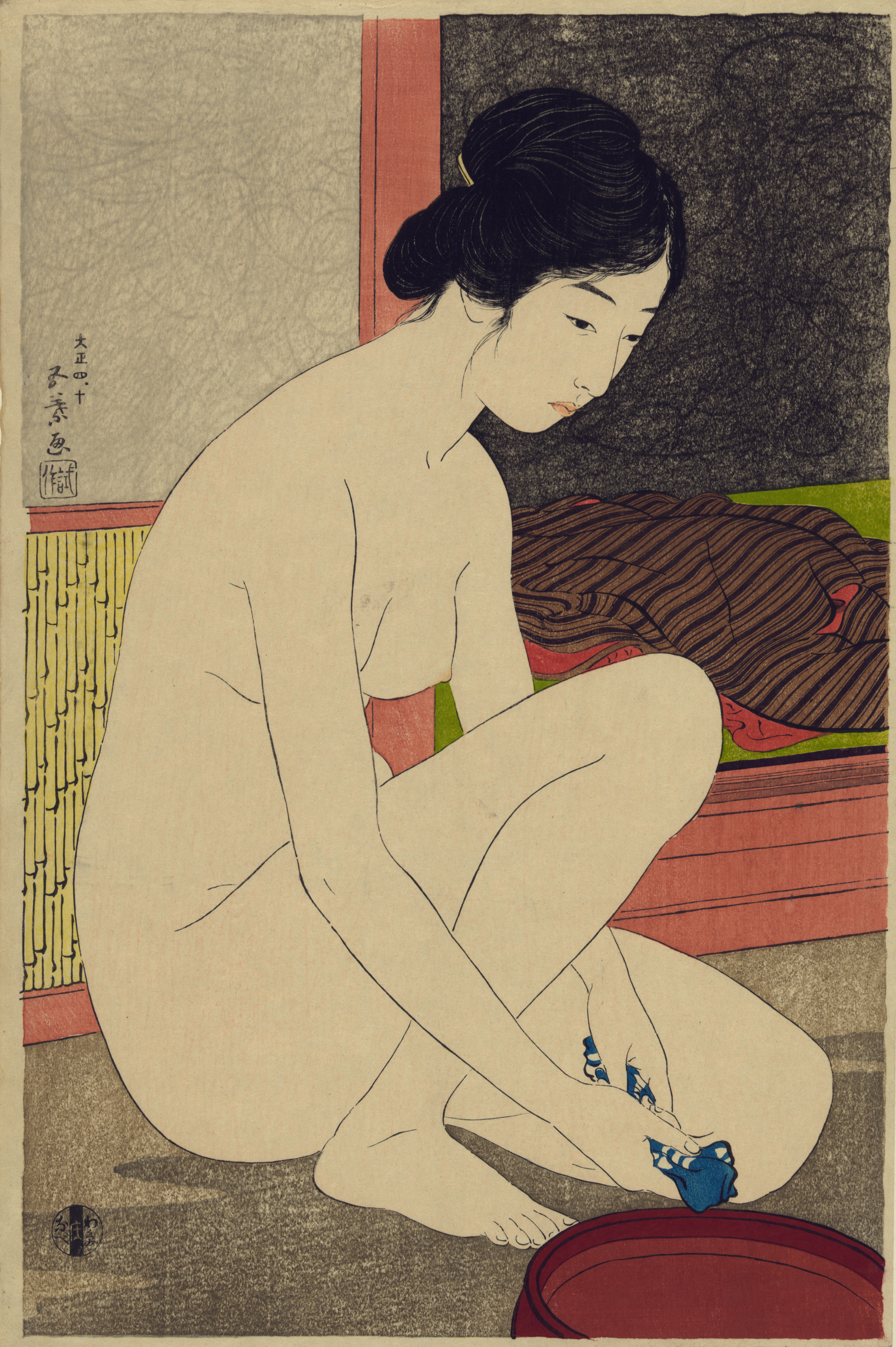
Người phụ nữ đang tắm, bởi Hashiguchi Goyō (1915)

Phong trào này phát triển mạnh mẽ từ khoảng năm 1915 đến 1942, và được tiếp tục sử dụng lại một thời gian ngắn từ năm 1946 đến những năm 1950. Lấy cảm hứng từ trường phái Ấn tượng của châu Âu, các nghệ sĩ đã kết hợp các yếu tố phương Tây như hiệu ứng ánh sáng và bộc lộ tâm trạng cá nhân, nhưng tập trung vào các chủ đề  như phong cảnh truyền thống (fukeiga), các địa điểm nổi tiếng (meishou), vẻ đẹp người phụ nữ (bijinga), nghệ sĩ kịch kabuki (yakusha-e) hay giữa chim và hoa (kachō-e).

## Lịch sử
Thuật ngữ shin-hanga lần đầu được nhắc đến vào năm 1915 bởi Watanabe Shōzaburō (1885–1962), cũng là nhà xuất bản có tầm ảnh hưởng nhất của shin-hanga, với mục đích phân biệt shin-hanga với dòng nghệ thuật đại chúng ukiyo-e sẵn có, mặc dù chúng phần lớn được xuất bản sang Hoa Kỳ.
Các bản in Shin-hanga hướng đến khán giả ngoài nước phần lớn thông qua các nhà bảo trợ và các nhà buôn nghệ thuật phương Tây như Robert O. Muller (1911-2003).  Các bản in shin-hanga mang hương vị hoài niệm của phương Tây pha thêm sự lãng mạn của Nhật Bản. Shin-hanga đã phát triển rực rỡ và rất phổ biến ở ngoài nước. Vào những năm 1920, đã có những bài viết về shin-hanga trên những tờ tạp chí như International Studio, The Studio, The Art News và The Art Digest. Năm 1921, một Shinsaku-hanga Tenrankai ("Triển lãm Tân Sáng Tạo Bản Họa") đã được tổ chức tại Tokyo. Một trăm năm mươi tác phẩm của mười nghệ sĩ đã được trưng bày. Vào năm 1930 và 1936, hai cuộc triển lãm shin-hanga lớn tiếp theo được tổ chức tại Bảo tàng Nghệ thuật Toledo ở Ohio. Đây cũng là nơi trưng bày số lượng bản in shin-hanga lớn nhất tại thời điểm đó.
Trớ trêu thay, shin-hanga chỉ chiếm một thị phần khiêm tốn tại Nhật Bản. Các bản in Ukiyo-e được người Nhật coi là một món hàng ngoài chợ, trái ngược với quan điểm của châu Âu ukiyo-e là môn nghệ thuật trong thời kỳ đỉnh cao của Japonisme. Sau nhiều thập kỷ hiện đại hóa và Tây phương hóa trong thời kì Minh Trị, kiến trúc, nghệ thuật và quần áo ở Nhật Bản đều lấy cảm hứng từ phương Tây. Sinh viên mỹ thuật Nhật Bản được đào tạo theo phương pháp truyền thống của phương Tây. Tranh sơn dầu phương Tây (yōga) dần được coi là môn nghệ thuật cao quý và nhận được sự công nhận chính thức từ Bunten (Viện Mỹ thuật Nhật Bản). Mặt khác, bản in Shin-hanga được coi là một biến thể của ukiyo-e đã lỗi thời. Chúng bị Bunten hắt hủi và bị xếp dưới tranh sơn dầu và điêu khắc.
Shin-hanga bị cấm khi chính phủ quân sự có những động thái siết chặt kiểm soát nghệ thuật và văn hóa trong thời chiến. Năm 1939, Hiệp hội Nghệ thuật Quân đội được thành lập dưới sự bảo trợ của Bộ Thông tin Quân đội để tuyên truyền tranh cổ động. Đến năm 1943, một ủy ban chính thức cho loại hình này được thành lập và các nghệ sĩ theo đó cũng đều được phân chia theo. Các bản in của Nhật Bản cũng khó có thể vươn ra thị trường nước ngoài thời gian này.

Nhu cầu tiêu thụ shin-hanga bị đánh mất vĩnh viễn không thể lấy lại được lại sau chiến tranh, tuy nhiên một số ít nghệ sĩ vẫn tiếp tục truyền thống. Các nghệ sĩ như Shinsui Itō (1898–1972) và Tatsumi Shimura (1907–1980) tiếp tục sử dụng hệ thống hợp tác trong suốt những năm 1960 và 1970. Trong những thập kỷ cuối của thế kỷ 20, các nhà xuất bản dần chuyển qua sao chép shin-hanga đầu thế kỷ 20 trong khi sōsaku-hanga bắt đầu trở nên nổi tiếng và tạo thanh danh trong nền nghệ thuật quốc tế. Đầu thế kỷ 21, đã chứng kiến một phần nào sự hồi sinh của shin-hanga, nhu cầu thị trường dần hướng đến tác phẩm của những nghệ sĩ bậc thầy thời trước như Kawase Hasui (1883–1957), Hiroshi Yoshida (1876–1950), đồng thời xuất hiện các nghệ sĩ mới tiếp tục kế tục loại hình shin-hanga, như Paul Binnie (1967–). 

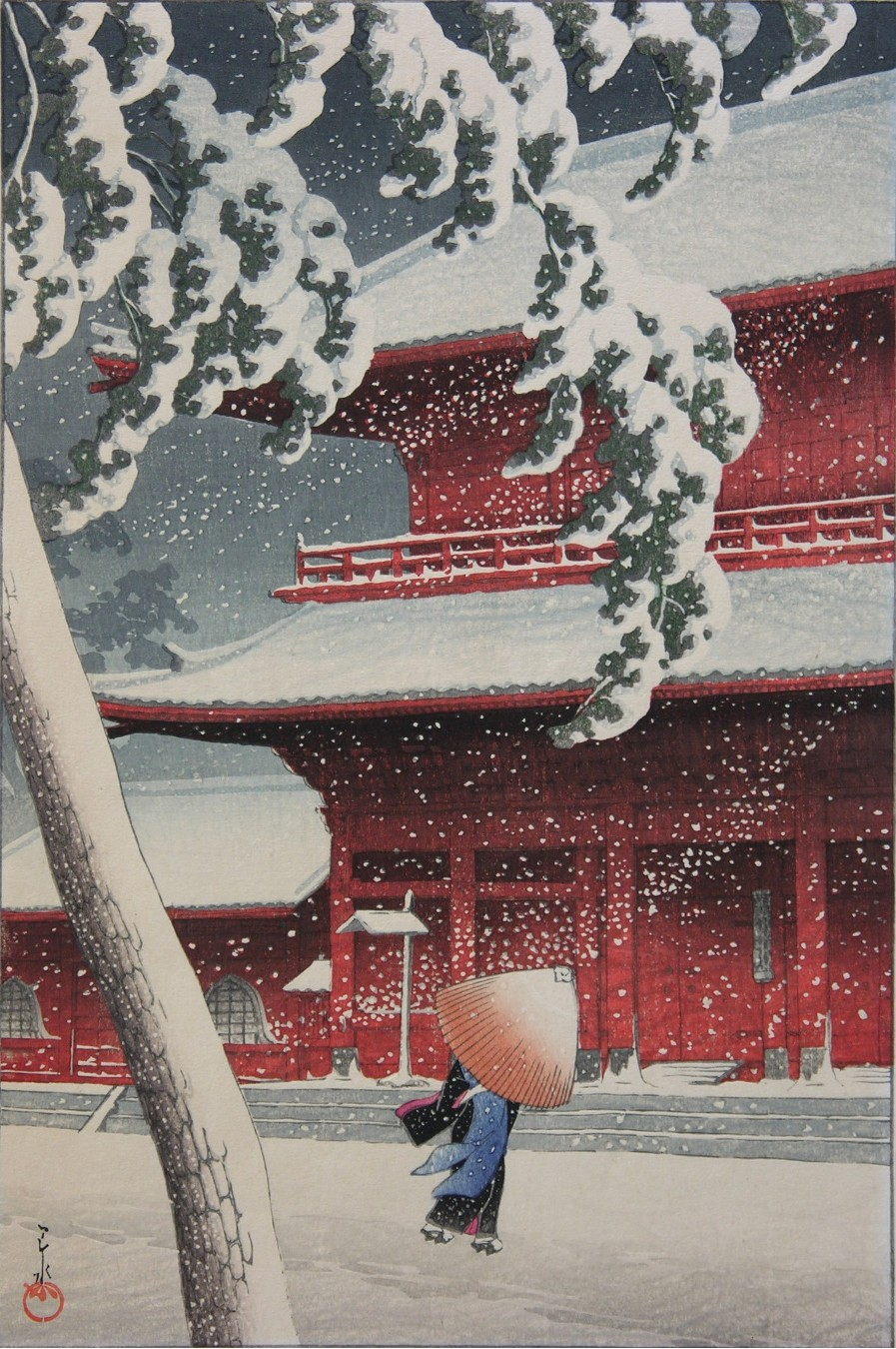
Zōjōji tại Shiba, bởi Kawase Hasui (1925)

## Đối tượng được hướng đến
Sự hoài cổ và lãng mạn được các nghệ sĩ shin-hanga thể hiện dưới góc nhìn của họ trong khoảng thời gian biến động này. Hầu hết các bản in phong cảnh shin-hanga (chiếm bảy mươi phần trăm trong shin-hanga) là những nơi tĩnh mịch và yên ắng. Các nghệ sĩ như Kawase Hasui thể hiện mơ ước bản thân qua các bản in, khao khát một cuộc sống nông thôn hay những kiến trúc bằng gỗ đang dần biến mất trong đô thị Tokyo.

## So sánh

### Ukiyo-e
Shin-hanga thường được định nghĩa "tân-ukiyo-e" dưới cái bóng của ukiyo-e truyền thống. Lấy cảm hứng từ chủ nghĩa hiện thực phương Tây, các nghệ sĩ shin-hanga kết hợp thiết kế hiện đại với các chủ đề truyền thống. Tuy nhiên khác biệt về kỹ thuật và độ tinh xảo là đáng kể, việc sử dụng ánh sáng tự nhiên, đường nét, màu sắc trở nên dịu dàng, những thủ pháp tạo chiều sâu cho bức họa là những sáng tạo nghệ thuật đã phá vỡ lối mòn của ukiyo-e.

### Sōsaku-hanga
Phong trào shin-hanga thường được coi đối lập với sōsaku-hanga (sáng tạo bản họa) bắt đầu từ những năm 1910. Trong khi các nghệ sĩ sōsaku-hanga khuyến khích tính độc lập như "tự vẽ" (jiga), "tự khắc" (jikoku) và "tự in" (jizuri). Theo đó nghệ sĩ tự thể hiện tác phẩm của mình, trái ngược với đó nghệ sĩ shin-hanga tiếp tục hợp tác với thợ khắc, thợ in và nhà xuất bản. Đâu là bản in sáng tạo hay nghệ thuật thuần túy luôn là một vấn đề gây tranh luận giữa hai trường phái shin-hanga và sōsaku-hanga. Các nghệ sĩ và nhà xuất bản Shin-hanga tin rằng các tác phẩm của họ cũng sáng tạo không kém những tác phẩm của những người đồng nghiệp sōsaku-hanga đối lập. Vào năm 1921, Watanabe Shōzaburō thậm chí sử dụng thuật ngữ shinsaku-hanga ("tân sáng tạo bản họa") nhằm nhấn mạnh các khía cạnh sáng tạo của shin-hanga.
Với góc nhìn tổng quát, sự phân chia giữa shin-hanga và sōsaku-hanga là một trong nhiều căng thẳng ảnh hưởng nền nghệ thuật Nhật Bản xuyên suốt nhiều thập kỷ hiện đại hóa, Tây phương hóa và quốc tế hóa. Cũng có thể nói shin-hanga/sōsaku-hanga đại diện cho sự đối nghịch giữa dòng mỹ thuật Nhật Bản (nihonga) và mỹ thuật phương Tây (yōga), cùng với nhiều phong trào nghệ thuật mới nổi như chủ nghĩa vị lai, nghệ thuật tiên phong, nghệ thuật vô sản, và mingei (nghệ thuật dân gian), tất cả đều tích cực tìm kiếm tiếng nói chung trong giới nghệ thuật giai đoạn từ 1910 đến 1935 trước sự trỗi dậy của chủ nghĩa quân phiệt ở Nhật Bản.

## Nghệ sĩ nổi bật
- Hashiguchi Goyou
- Hirano Hakuhō [ja]
- Ito Shinsui
- Kaburagi Kiyokata
- Kawase Hasui
- Elizabeth Keith
- Kitano Tsunetomi
- Kobayakawa Kiyoshi
- Kojima Gyokuhō
- Natori Shunsen
- Ohara Koson
- Koichi Okada
- Ota Masamitsu (còn được gọi là Ota Gako)
- Tatsumi Shimura [ja]
- Shiro Kasaha
- Takahashi Shōtei (còn được gọi là Hiroaki)
- Asji Asano
- Torii Kotondo
- Tsuchiya Koitsu
- Tsuchiya Rakusan
- Yamakawa Shūhō
- Yamamura Toyonari
- Hiroshi Yoshida (artist)